# Касаткино (Амурская область)
Каса́ткино — село в Архаринском районе Амурской области, административный центр Касаткинского сельсовета.
Касаткино находится в пограничной зоне, на российско-китайской границе.
Основано в 1857 г. под названием Халтан, переименовано в 1858 г. в Касаткино по фамилии врача И. А. Касаткина, участника экспедиции Николая Николаевича Муравьева-Амурского.

## География
Село Касаткино стоит на левом берегу Амура.
Автомобильная дорога к селу Касаткино идёт от районного центра Архара вниз по левому берегу Архары и вниз по левому берегу Амура (через Журавлёвку).
Расстояние до Архары — около 64 км.
От села Касаткино вниз по Амуру идёт дорога к сёлам Новопокровка и Сагибово.

## Инфраструктура
Сельскохозяйственные предприятия Архаринского района.

## Население
| 2002 | 2010 | 2012 | 2013 | 2014 | 2015 | 2016 |
| ---- | ---- | ---- | ---- | ---- | ---- | ---- |
| 555  | ↘401 | ↘384 | ↘360 | ↘353 | ↘271 | ↘250 |
| 2017 | 2018 |      |      |      |      |      |
| ↘237 | ↗242 |      |      |      |      |      |